# Isoetes melanospora
Isoetes melanospora là một loài dương xỉ trong họ Isoetaceae. Loài này được Engelm. mô tả khoa học đầu tiên năm 1877.

## Hình ảnh

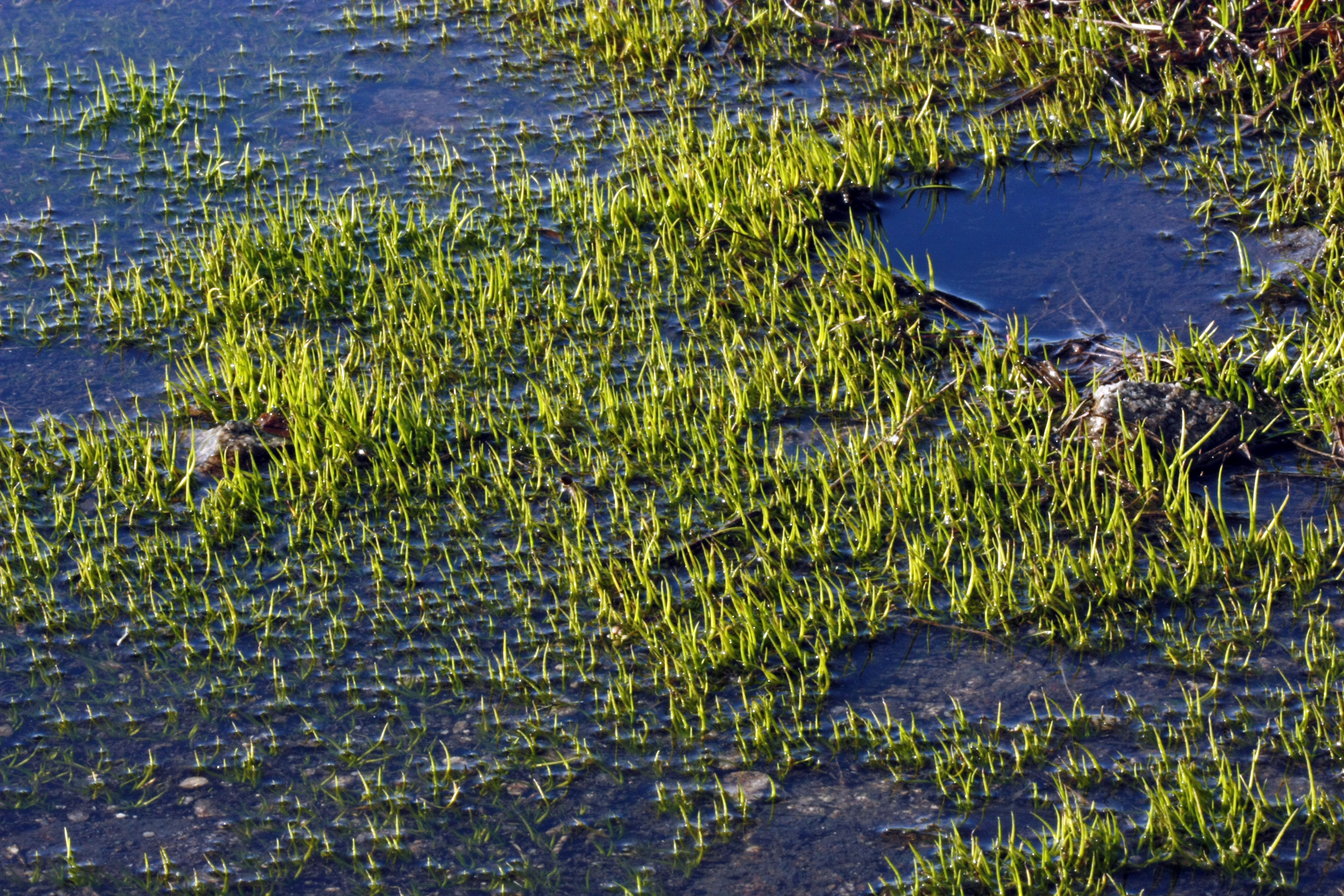